# Paronychia franciscana
Paronychia franciscana är en nejlikväxtart som beskrevs av Alice Eastwood. Paronychia franciscana ingår i släktet prasselörter, och familjen nejlikväxter. Inga underarter finns listade i Catalogue of Life.